# Бресто-Граевская железная дорога
Бресто-Граевская железная дорога — железная дорога в Российской империи, построенная в 1872—1873 гг. на средства частного капитала — Общества Бресто-Граевской ж. д. Протяжённость 195 вёрст, с соединительной ветвью Старосельцы — Белосток — 199,1 верст. Линия соединила станцию Брест Московско-Брестской, Киево-Брестской и Варшавско-Тереспольской железных дорог с Восточно-Прусской линией Кёнигсберг — Лыкс.

## История
30 апреля 1871 года императором Александром II высочайше утверждён Устав Общества Бресто-Граевской железной дороги. 27 октября ратифицирована конвенция между Россией и Пруссией о соединении линии с Кенигсбергско-Лыкскую.
Линия построена в 1873 году. Севернее станции Граево, у станции Просткен-Зальцведель линия соединилась с Восточно-Прусской ж. д.
В 1878 году вошла в состав новообразованных Юго-Западных ж. д.

## Станции
- Брест-Литовск
- Бельск
- Старосельцы. Соединительная ветвь со станцией Белосток Петербурго-Варшавской ж. д.
- Граево